# 沃納山
77°5′S 144°0′W / 77.083°S 144.000°W
沃納山（英語：Mount Warner）是南極洲的山峰，位於瑪麗伯德地，處於克羅山以北9公里，屬於福特山脈的一部分，由美國探險隊發現，現時由南極條約體系管理。